# Louise Janin

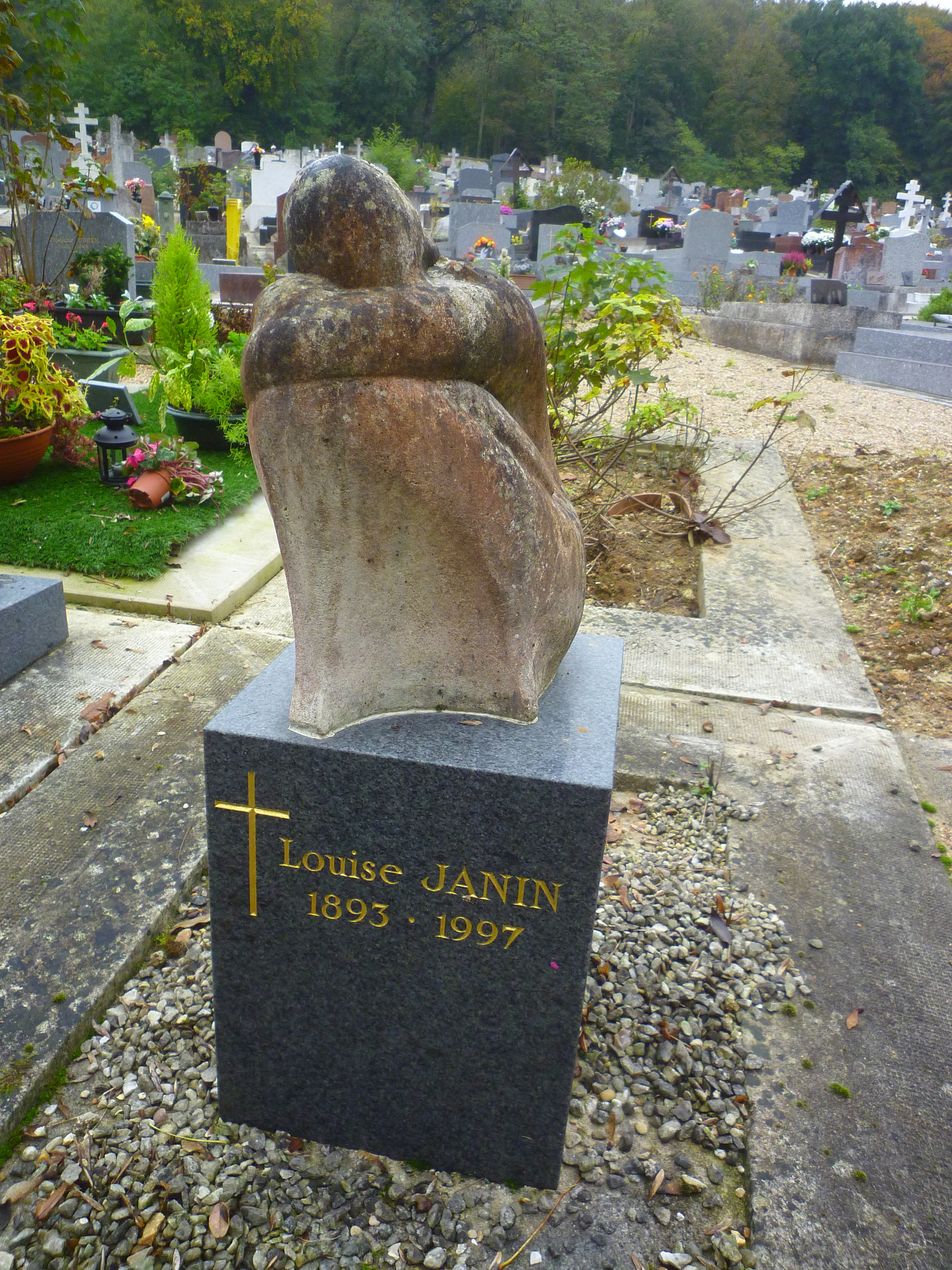
Tombe de Louise Janin à Meudon.

Louise Janin, née le 29 août 1893 à Durham et morte en 1997 à Meudon, est une artiste peintre et poétesse américaine, active à Paris à partir de 1923.
Son œuvre est influencée par la spiritualité extrême-orientale et proche des courants du symbolisme et du musicalisme.

## Biographie
Louise Janin est née aux États-Unis, à Durham, dans une famille aisée d'origine française. Elle grandit entourée de la collection d'art chinois assemblée par son père. C'est lors du remariage de sa mère au début du XXe siècle qu'elle va vivre à San Francisco. Démontrant dès son enfance des « dispositions manifestes pour le dessin, le théâtre et la musique », c'est vers la peinture qu'elle décide de s'orienter.
Après avoir suivi des cours à la California School of Fine Arts de San Francisco de 1911 à 1914, elle entreprend un voyage vers l'Asie, puis réalise ses premières toiles inspirées par les mythologies bouddhistes, hindouistes et taoïstes. En 1921, elle séjourne à New York et participe à diverses expositions, poursuivant une œuvre influencée par la spiritualité extrême-orientale. Deux ans plus tard, elle se rend en Europe pour s'installer définitivement à Paris.
Participant dans les années 1920 au Salon des orientalistes, au Salon de l'Union des femmes peintres et sculpteurs, à l'Exposition internationale des arts décoratifs de 1925, à l'Exposition coloniale de 1931 ou encore au Salon des Tuileries, une première exposition personnelle a lieu en 1924 à la galerie Bernheim-Jeune à Paris, puis une seconde quatre ans plus tard à la galerie Georges Petit. Le musée national de la Coopération franco-américaine du château de Blérancourt fait l'acquisition de la toile intitulée Le Dragon en 1924. Ses peintures figuratives acquièrent alors des motifs décoratifs abstraits.
Grâce au poète Alexandre Mercereau, Louise Janin fait la connaissance de František Kupka et Henry Valensi, deux rencontres marquantes pour sa carrière artistique. En 1932, elle rejoint à la demande d'Henry Valensi le mouvement musicaliste et participe à presque toutes les manifestations du groupe. Proposant une œuvre de plus en plus abstraite, c'est après la Seconde Guerre mondiale que se confirme l'abandon de la représentation mimétique. Exposant durant les années 1950 au Salon des réalités nouvelles, puis au Salon Comparaisons, elle invente alors un nouveau procédé artistique, une technique mixte sur papier qui donnera naissance à des œuvres originales, qu'elle va nommer « cosmogrammes »,, symbole de la genèse et de la création de l'Univers.
Louise Janin continue jusqu'à la fin de sa vie d'exposer régulièrement au Salon d'art sacré, au Salon de l'Union des femmes peintres et sculpteurs, au Salon d'automne et au Salon des indépendants, proposant une œuvre où s'entremêlent musicalité et spiritualité, figuration et abstraction.